# Pepe Soho
Pepe Soho (Ciudad de México, octubre de 1971) es un fotógrafo mexicano de paisajes y naturaleza.
Antes de convertirse en fotógrafo, Soho tuvo carreras de alto perfil como diseñador, músico y empresario. En 2017 ganó el primer lugar en la Copa Mundial de Fotografía, Naturaleza (Paisaje y Vida Silvestre) por su imagen titulada «Believe». La revista Forbes lo nombró como uno de los mexicanos más creativos de 2017 y es ampliamente reconocido como uno de los fotógrafos contemporáneos más importantes de México.

## Primeros años y carrera musical
El padre de Soho, Eduardo Askenazi, era un hombre de negocios en la industria textil. Su madre, Paz Cohen, es una reconocida escultora y pintora. Soho expresó un temprano interés por el arte, la fotografía y la música. Él comenzó a tomar clases y tocar la batería a la edad de 12 años.
A fines de la década de 1980, antes de que Soho cumpliera 20 años, tocaba la batería en un prestigioso club nocturno en la Ciudad de México llamado Sugar. Compartió el escenario con importantes bandas de rock mexicanas y cantantes como Sabo Romo, y Leonardo de Lozanne. También formó parte de la gira Tremendo de la banda Magneto.
En 1990, se mudó a Los Ángeles, California, para continuar estudiando percusión en el Instituto de Músicos. Allí se unió al grupo de rock Ash Gallery con su compañero mexicano Atto Attie y tocó con esta banda durante casi tres años en lugares famosos como Whiskey A Go Go y The Roxy. Simultáneamente, se unió a la banda del bar Bull Dog Café en México, donde tocó durante dos años colaborando con artistas como Álex Lora, Alejandra Guzmán y Erik Rubín.

## Diseño de moda y entretenimiento
En 1993, Soho abrió una tienda de discos usados en el barrio de Condesa de la Ciudad de México, donde también vendió una selección limitada de ropa de diseñador. Poco después comenzó a diseñar y vender su propia ropa, comenzando con camisetas impresas de bandas de rock. Un año más tarde abrió su primera tienda de ropa llamada SOHO, el nombre con el que se hizo conocido comúnmente. Para el año 2000, la marca icónica se había expandido a veinte tiendas en la Ciudad de México y otros estados. Las pasarelas de SOHO contaron con la participación de personalidades de la televisión mexicana como Sebastián Rulli, Cynthia Klitbo, Galilea Montijo, Leonardo García, Francisco de la O y Braulio Luna. Los desfiles de moda se llevaron a cabo en lugares populares como Salón 21, Box y Worka.
En 2007, Soho diseñó y abrió lo que se convirtió en una popular discoteca, «LOVE», en el barrio de Polanco.

## Fotografía
Pepe Soho atribuye a una experiencia cercana a la muerte la reivindicación del interés que desde niño sintió por la fotografía, así como un renovado aprecio por la naturaleza. En 2011, Soho viajó a la India para participar en un retiro de meditación de 3 meses. Poco después del viaje, sin embargo, sufrió un brutal accidente mientras montaba un caballo que le rompió las dos rodillas. El accidente lo obligó a regresar a México en silla de ruedas. Soho se sometió a numerosas cirugías y sufrió una larga recuperación. Los tratamientos médicos debilitaron su sistema inmunológico y finalmente fue diagnosticado con Candidiasis sistémica, lo que causó una pérdida de peso extrema y dolor. Soho luchó con una grave depresión hasta que comenzó a recuperar la movilidad y su salud general en 2013. En breves caminatas en el Bosque de Chapultepec, comenzó a tomar fotografías, principalmente como un medio de distracción. Nueve meses después, se inscribió en una escuela de fotografía en la Ciudad de México y estudió en el Centro Internacional de Fotografía (ICP), en la ciudad de Nueva York. Al concluir sus estudios, emprendió varias expediciones fotográficas que lo llevarían a más de 50 países de todo el mundo, comenzando en la Antártida. Su enfoque actual es el paisaje de su México natal.
En 2014, Soho abrió una galería en el corazón de Polanco en la Ciudad de México para mostrar su trabajo. En pocos años abrió un espacio adicional en la Ciudad de México y otros tres en San Miguel de Allende, Guanajuato; y Playa del Carmen, y Tulúm en Quintana Roo.

## Premios y reconocimientos
En 2018 fue seleccionado por la revista Forbes México, en su clasificación anual, como uno de los mexicanos que, con su creatividad, han conquistado los reflectores alrededor del mundo, Pepe Soho ha sido uno de los creatives más relevantes de ese año en la escena artística actual.
También en ese año fue considerado por la comunidad de los Cien Artistas Imperdibles de México y por la Guía Nacional de Turismo y sus usuarios, como uno de los mejores artistas del país, ofreciéndole un lugar importante al buen trabajo y factura mexicana, para así destacar a nivel mundial su obra y contenido.
En 2017, la imagen de Soho «Believe», tomada en Chile, ganó el primer lugar en la Copa Mundial de Fotografía en la categoría de Naturaleza (Paisaje y Vida Silvestre). Fotógrafos de veintiséis países en cuatro continentes participaron en esta categoría. En su discurso de aceptación de 2017, Soho dijo: «La fotografía me devolvió la confianza y me devolvió la vida. Después de estar inmerso en el vacío de la depresión, capturar imágenes a través de la lente de mi cámara fue mi única motivación. Encontré en esta forma de arte una forma de expresar mi amor por la vida y la admiración que tengo por la naturaleza ... Estoy muy orgulloso de haber sido distinguido con este premio, pero me siento aún más orgulloso de representar a mi país y de mostrar el mundo. Qué maravilloso es México a través de mi trabajo».
En 2016, el Comité Fotográfico Mexicano invitó a Soho a participar en la Copa Mundial Fotográfica, que se celebró ese año en Portugal. Su trabajo «Zen», filmado en Mozambique, ganó el cuarto lugar en la categoría de Naturaleza (Paisaje y vida silvestre).

## Exposiciones y colecciones
- 2018: Vida. la Galería Abierta de las Rejas de Chapultepec, Ciudad de México.[1]
- 2017: Believe. Museo José Luis Cuevas, Ciudad de México.[19]

## Otros trabajos relacionados con la fotografía
En 2018, Soho fue artista invitado y embajador del concurso Pequeñas Navegantes del World Wildlife Fund, que promueve la conservación de la tortuga golfina, la más pequeña de las tortugas marinas.
Pepe Soho ha participado en proyectos fuera de su propio trabajo, incluida la campaña Samsung Galaxy S8 de NBC y el Festival Internacional de Fotografía Foto México México 2017, organizado por el Centro de la Imagen.
En 2017, fue miembro del jurado en el concurso fotográfico Reto Foto México organizado por las revistas México Desconocido y Canon.
A pedido del Departamento Nacional de Turismo, ha participado en campañas turísticas como Yo soy mexicano.

## Pabellón de México en la Expo 2020 Dubái
Pepe Soho diseñó tres experiencias audiovisuales e inmersivas para el pabellón de México en la Exposición Universal Dubái 2020.
Ascensión
Compuesto por dos caleidoscopios donde los visitantes podían entrar y en su interior admirar la Pirámide de Chichén Itzá, una de las siete nuevas maravillas del mundo y uno de los edificios más fascinantes que ha creado la humanidad, ya que cada equinoccio de primavera al mediodía permite ver una "serpiente de luz solar" que desciende desde la parte superior hasta la parte inferior de la pirámide.
Domo Maya
Una experiencia de 360 grados que celebraba la cosmología maya. El viaje iniciaba en un cenote para después avanzar por la selva del sureste de México y llegar a Tulum. Posteriormente se presenta a Kukulcán, Dios de la sabiduría y serpiente emplumada que a su vez representa a los dos animales del escudo nacional de México: el águila y la serpiente. 
Santuario
El tercero de los espacios rendía homenaje a biodiversidad de México. El espectador ingresaba a una sala completamente cubierta de espejos donde el video proyectado se reflejaba en todas las superficies, creando una experiencia inmersiva y transportando al espectador a los santuarios de tres animales emblemáticos de México: la mariposa monarca, la ballena jorobada y las luciérnagas.